# Andre Gower
Jon Andre Gower (nascut el 27 d'abril de 1973) és un actor de televisió i cinema estatunidenc.

## Vida i carrera
Nascut a Los Angeles, Califòrnia, Gower va començar la seva carrera als cinc anys com a actor infantil. El seu primer paper important va ser com Brooks Prentiss a la telenovel·la de CBS The Young and the Restless de 1981 a 1982. Va continuar amb papers d'estrella convidada a The A-Team, T. J. Hooker, i The Wizard. El 1986, va protagonitzar amb Piper Laurie, nominada a l'Oscar, un episodi de The Twilight Zone, "The Burning Man". El 1987 Gower va protagonitzar la comèdia/pel·lícula de terror La brigada antimonstres. Més tard aquell any, va protagonitzar durant dues temporades la sèrie de la Fox  Sr. President amb George C. Scott. De 1988 a 1989, Gower va tenir un paper recurrent a The Hogan Family. Actualment, Gower entrena actors i altres que entren a la indústria de l'entreteniment.
El 5 de novembre de 2014, Gower va aparèixer al podcast de TV Guidance Counselor de Ken Reid.
Des del 2016, Gower i un dels seus companys de repartiment de La brigada antimonstres, Ryan Lambert, han estat co-amfitrions de l'Squadcast w/Ryan & Andre Podcast, per a Fitterpiper Entertainment. El podcast cobreix La brigada antimonstres, així com altres pel·lícules i convencions a les quals assisteixen Gower i Lambert en suport de La brigada antimonstres i el seu llegat.
El 2018, Gower va produir i dirigir un documental sobre el llegat, els seguidors de culte i els fans de La brigada antimonstres, titulat Wolfman's Got Nards.
El 3 de juliol de 2021, Gower gairebé va morir després de patir un atac de cor massiu mentre jugava a tennis amb un amic. En Gower necessitava un marcapassos instal·lat al seu cor. "La meva artèria coronària dreta va acabar bloquejada al 100 per cent amb un coàgul de sang gegant... Pel que sembla, segons la gent que va treballar amb mi i l'excel·lent equip del laboratori de cateterisme, vam arribar aquí amb uns 10 minuts de sobra", va dir Gower en un Vídeo de Facebook filmat des del seu llit d'hospital. Es va crear un GoFundMe per ajudar a pagar les factures mèdiques de Gower.

## Filmografia
| Cinema    | Cinema                          | Cinema                 | Cinema                                |
| Any       | Pel·lícula                      | Paper                  | Notes                                 |
| --------- | ------------------------------- | ---------------------- | ------------------------------------- |
| 1983      | Kiss My Grits                   | Boots                  |                                       |
| 1987      | La brigada antimonstres         | Sean Crenshaw          | Acreditat com André Gower             |
| 2006      | Sweet Deadly Dreams             | Bernstein              |                                       |
| 2018      | Wolfman's Got Nards             | Ell mateix             | Productor/Director                    |
| Televisió |                                 |                        |                                       |
| Any       | Títol                           | Paper                  | Notes                                 |
| 1979      | The Man in the Santa Claus Suit | Terry Travis           | Telefilm                              |
| 1981–1982 | The Young and the Restless      | Brooks Prentiss #3     | Episodis desconeguts                  |
| 1983      | Baby Makes Five                 | Michael Riddle         | Episodis desconeguts                  |
| 1984      | A cor obert                     | Tucker                 | 1 episodi                             |
| 1984      | The A-Team                      | Billy Lawrence         | 1 episodi                             |
| 1984      | Highway to Heaven               | Tom Barney             | 1 episodi                             |
| 1985      | Obsessed with a Married Woman   | Max Karasick           | Telefilm                              |
| 1985      | Knight Rider                    | Billy                  | 1 episodi                             |
| 1985      | Night Court                     | Brian Reader           | 1 episodi                             |
| 1985      | T.J. Hooker                     | Tommy Hooker           | 1 episodi                             |
| 1985      | The Twilight Zone               | Doug the Nephew        | 1 episodi (segment "The Burning Man") |
| 1985      | It's a Living                   |                        | 1 episodi                             |
| 1986      | Remington Steele                | Daniel Piper           | 1 episodi                             |
| 1986      | Fathers and Sons                | Sean Flynn             | 1 episodi                             |
| 1986      | The Wizard                      | Todd                   | 1 episodi                             |
| 1987      | Mathnet                         | Eddie "Rimshot" Harris | 1 episodi                             |
| 1987      | Square One Television           | Eddie "Rimshot" Harris | 4 episodis                            |
| 1987      | Mr. President                   | Nick Tresch            | Episodis desconeguts                  |
| 1988      | My Two Dads                     | Marshall               | 1 episodi                             |
| 1988–1989 | The Hogan Family                | Steve Traeger          | 6 episodis                            |
| 1989      | Mr. Belvedere                   | Craig Larabee          | 1 episodi                             |

## Premis i nominacions
| Any  | Premi               | Resultat | Categoria                                                                            | Pel·lícula o sèrie                                     |
| ---- | ------------------- | --- | ------------------------------------------------------------------------------------ | ------------------------------------------------------ |
| 1983 | Premis Young Artist | style="background:#ffbbbb; color: black; text-align: center; vertical-align: middle;" class="table-no2"\| Nominat | Millor actor jove en una sèrie diürna                                                | The Young and the Restless                             |
| 1984 | Premis Young Artist | style="background:#ffbbbb; color: black; text-align: center; vertical-align: middle;" class="table-no2"\| Nominat | Millor actor jove en sèrie de comèdia                                                | Baby Makes Five                                        |
| 1987 | Premis Young Artist | style="background:#ffbbbb; color: black; text-align: center; vertical-align: middle;" class="table-no2"\| Nominat | Excepcional actuació d'un jove actor en una nova sèrie de televisió, comèdia o drama | Fathers and Sons                                       |
| 1988 | Premis Young Artist | style="background:#ffbbbb; color: black; text-align: center; vertical-align: middle;" class="table-no2"\| Nominat | Excepcional actuació d'un jove actor en una sèrie de comèdia de televisió            | Mr. President                                          |
| 1988 | Premis Young Artist | Guanyador | Conjunt d'actors/actrius joves destacats en televisió o pel·lícula                   | La brigada antimonstres (compartit amb el repartiment) |
| 1989 | Premis Young Artist | Nominat | Millor actor jove convidat protagonista d'una sèrie de drama o comèdia               | The Hogan Family                                       |
| 1988 | Premis Saturn       | Nominat | Millor interpretació d'un actor joves                                                | La brigada antimonstres                                |